# USS Curts (FFG-38)
O USS Curts foi uma fragata operada pela Marinha dos Estados Unidos e a vigésima nona embarcação da Classe Oliver Hazard Perry. Sua construção começou em julho de 1981 no Todd Pacific Shipyards em Los Angeles e foi lançado ao mar em março de 1982, sendo comissionado na frota norte-americana em outubro do ano seguinte. Era armado com um lançador de mísseis antinavio e terra-ar mais um canhão de 76 milímetros, tinha um deslocamento carregado de mais de quatro mil toneladas e alcançava uma velocidade máxima de 29 nós (54 quilômetros por hora).
O Curts foi colocado para atuar na Frota do Pacífico depois de entrar em serviço. Tensões no Oriente Médio causadas pela Guerra Irã-Iraque fizeram o navio ser enviado para a região, onde permaneceu de julho de 1987 até janeiro de 1988. Voltou para a área em outubro de 1990 depois do início da Guerra do Golfo, participando de várias operações navais no Golfo Pérsico até o início do ano seguinte. Alguns meses depois envolveu-se nos esforços de evacuação de emergência de pessoal não-essencial da Base Aérea de Clark nas Filipinas após a erupção do vulcão Pinatubo.
A embarcação passou por reformas em 1993 e voltou ao serviço no ano seguinte. Pela década seguinte o Curts passou a maior parte de seu tempo realizando exercícios pelo Oceano Pacífico junto com outros elementos da frota e também com marinhas estrangeiras aliadas, além de operações patrulha para conter o tráfico de narcóticos pelo Sudeste Asiático. A fragata foi descomissionada em janeiro de 2013 e colocada na reserva. Uma transferência para a Armada do México foi proposta em 2012, mas não ocorreu e ele foi afundado como alvo de tiro em 19 de setembro de 2020.